# Ульяново (Коми)
Ульяново (коми Улляна) — посёлок в Усть-Куломском районе Республики Коми России. Входит в состав сельского поселения Кужба. Главная достопримечательность — Троицко-Стефановский монастырь.

## География
Посёлок находится в южной части Республики Коми, на правом берегу реки Вычегды, на расстоянии примерно 14 километров (по прямой) к северо-западу от Усть-Кулома, административного центра района. Абсолютная высота — 139 метров над уровнем моря.
Климат
Климат характеризуется как умеренно континентальный, с продолжительной умеренно морозной многоснежной зимой и коротким прохладным летом. Среднегодовая температура воздуха составляет −1 — 0 °С. Средняя температура воздуха самого тёплого месяца (июля) составляет 16 °C; самого холодного (января) — −16 °C. Безморозный период длится в течение 180—190 дней. Среднегодовое количество атмосферных осадков составляет 500—600 мм. Устойчивый снежный покров держится 165—175 дней.
Часовой пояс
Ульяново, как и вся Республика Коми, находится в часовой зоне МСК (московское время). Смещение применяемого времени относительно UTC составляет +3:00.

## История
Посёлок возник при Ульяновском монастыре, который был впервые основан в 1385 году епископом Стефаном Пермским как форпост для распространения православного христианства среди коми и для защиты от нападения вогулов. Название обители распространилось и на прилегающую к монастырю местность, которую в народе стали назвать Ульяновкой. В XV веке монастырь пришел в запустение, причиной которого, как считается, стали походы вогульского князя Асыки, разорявшего селения в верхнем течении Вычегды в 1435 и 1447—1448 годах.
В 1667 году в этих местах поселился выходец из Москвы священник Филарет (в миру Фёдор) Тюрнин с четырьмя сыновьями и построил деревянную церковь во имя нерукотворного Спаса. В 1764 году церковь была упразднена. В 1860 году по просьбе местных жителей на месте древней Спасской пустыни был учреждён новый Троицкий — Ульяновский — Стефановский — Спасский мужской общежительский монастырь. Одно из имён монастыря — святой великомученицы Иулиании (Ульяны) и отразилось в названии посёлка.

## Население
| 2010 |
| ---- |
| 130  |

Гендерный состав
По данным Всероссийской переписи населения 2010 года в гендерной структуре населения мужчины составляли 64,6 %, женщины — соответственно 35,4 %.
Национальный состав
Согласно результатам переписи 2002 года, в национальной структуре населения коми составляли 86 % из 177 чел.